# Bodenhausen (Züschen)
Koordinaten: 51° 9′ 59″ N, 9° 12′ 53″ O
Bodenhausen ist eine Dorfwüstung in der Gemarkung von Züschen, einem Stadtteil von Fritzlar in nordhessischen Schwalm-Eder-Kreis.
Sie befindet sich rund 250 m nördlich der Landesstraße L 3218 von Züschen nach Wellen auf etwa 250 m Höhe rund 1 km südwestlich von Züschen am „Bodenhauser Graben“ in der Flur „Zu Bodenhausen“, die von den Fluren „Am Bodenhäuser Wege“ und „Am Bodenhäuser Graben“ flankiert wird. Etwa 700 m südlich stehen in einer Gehölzgruppe die Mauerreste der Kreuzkirche, letzter Rest der Dorfwüstung Hertingshausen.
Zur Geschichte der Siedlung Bodenhausen ist bisher nichts bekannt.